# Campeonato Africano de Atletismo de 2012 - 5000 m masculino
A prova dos 5000 metros masculino do Campeonato Africano de Atletismo de 2012 foi disputada no dia 1 de julho de 2012 no Estádio Charles de Gaulle em Porto Novo,  no Benim. 

## Recordes
Antes desta competição, os recordes mundiais e do campeonato nesta prova eram os seguintes:
|                       | Nome            | Nacionalidade | Tempo      | Local   | Data                |
| --------------------- | --------------- | ------------- | ---------- | ------- | ------------------- |
| Recorde mundial       | Kenenisa Bekele | Etiópia       | 12m 37s 35 | Hengelo | 31 de maio de 2004  |
| Recorde do campeonato | Simon Chemoiywo | Quênia        | 13m 09s 68 | Durban  | 27 de junho de 1993 |
| Recorde africano      | Kenenisa Bekele | Etiópia       | 12m 37s 35 | Hengelo | 31 de maio de 2004  |

## Medalhistas
| Ouro              | Prata                | Bronze              |
| Mark Kiptoo (KEN) | Jonathan Maiyo (KEN) | Kosgei Kiptoo (KEN) |

## Cronograma
Todos os horários são locais (UTC+1).
| Data       | Hora  | Evento |
| ---------- | ----- | ------ |
| 1 de julho | 16:55 | Final  |

## Resultado final
| Posição           | Atleta                   | Nacionalidade | Tempo    | Nota |
| ----------------- | ------------------------ | ------------- | -------- | ---- |
| Medalha de ouro   | Mark Kiptoo              | Quênia        | 13:22.38 |      |
| Medalha de prata  | Jonathan Maiyo           | Quênia        | 13:22.89 |      |
| Medalha de bronze | Timothy Kosgei Kiptoo    | Quênia        | 13:24.67 |      |
| 4                 | Tolossa Gedefa           | Etiópia       | 13:33.96 |      |
| 5                 | Olivier Irabaruta        | Burundi       | 13:43.03 |      |
| 6                 | Vianney Ndiho            | Burundi       | 13:51.96 |      |
| 7                 | Elroy Gelant             | África do Sul | 13:54.93 |      |
| 8                 | Ytaya Atnafu             | Etiópia       | 13:58.69 |      |
| 9                 | Tiruneh Biresaw          | Etiópia       | 13:59.16 |      |
| 10                | Cyriaqu Ndayikengurukiye | Ruanda        | 13:59.94 |      |
| 11                | Abdelghani Bensaadi      | Argélia       | 14:10.90 |      |
| 12                | Gladwin Mzazi            | África do Sul | 14:19.49 |      |
| 13                | Geoffrey Kusuro          | Uganda        | 14:22.96 |      |
| 14                | Ibrahim Ismael           | Djibuti       | 14:36.31 |      |
| 15                | Nikabou Dalouba          | Togo          | 15:05.88 |      |
| 16                | Mahamane Tassiau Ganda   | Níger         | 15:10.10 |      |
| 17                | Mohamed Tabe Bio         | Benim         | 15:19.69 |      |
| 18                | Salah Abd Hamid          | Líbia         | 15:31.33 |      |
| 19                | Abderahim Omar           | Líbia         | 15:34.52 |      |
| 98 !              | Abdenacer Fathi          | Marrocos      | DNF      |      |
| 99 !              | Dawit Wedeslasie         | Eritreia      | DNS      |      |
| 99 !              | Seth Nyamaa-Boadi        | Gana          | DNS      |      |
| 99 !              | Damien Chopa             | Tanzânia      | DNS      |      |

Legenda
| Recorde mundial       | Recorde mundial (World record)               |                       | Recorde africano                      | Recorde africano (African) |                                           | Q | Classificado por posição (Qualified) |
| Recorde do campeonato | Recorde do campeonato (Championship record)  | Recorde da América    | Recorde da América (Americas)         | q                          | Classificado por melhor tempo (Qualified) |   |                                      |
| Melhor marca do ano   | Melhor marca do ano (World leading)          | Recorde asiático      | Recorde asiático (Asian)              | DNS                        | Não largou (Did not start)                |   |                                      |
| Recorde nacional      | Recorde nacional (National record)           | Recorde europeu       | Recorde europeu (European)            | DNF                        | Não terminou (Did not finish)             |   |                                      |
| Recorde pessoal       | Recorde pessoal do atleta (Personal best)    | Recorde da Oceania    | Recorde da Oceania (Oceania)          | DSQ / DQ                   | Desclassificado (Disqualified)            |   |                                      |
| Recorde da temporada  | Recorde da temporada do atleta (Season best) | Recorde sul-americano | Recorde sul-americano (South America) | NM                         | Sem marca (No mark)                       |   |                                      |